# Карантин

Флаг Лима, будучи поднятым на корабле в гавани, означает, что корабль находится на карантине

Каранти́н (от фр. quarantaine, итал. quarantena — «сорок дней») — комплекс ограничительных и режимных противоэпидемических мероприятий, направленных на ограничение контактов инфицированного или подозреваемого в инфицированности лица, животного, груза, товара, транспортного средства, населённого пункта, территории, районов, областей и так далее. В некоторых случаях карантин подразумевает полную изоляцию эпидемического очага с вооружённой охраной по периметру. Карантин направлен на разрыв механизма передачи инфекции.

## История

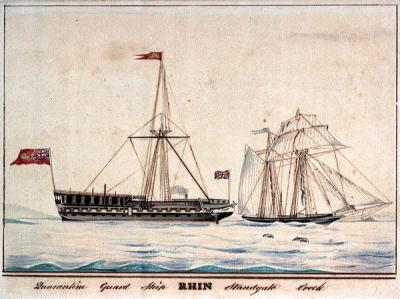
Корабль на карантине около Ширнесса. 1830 г.

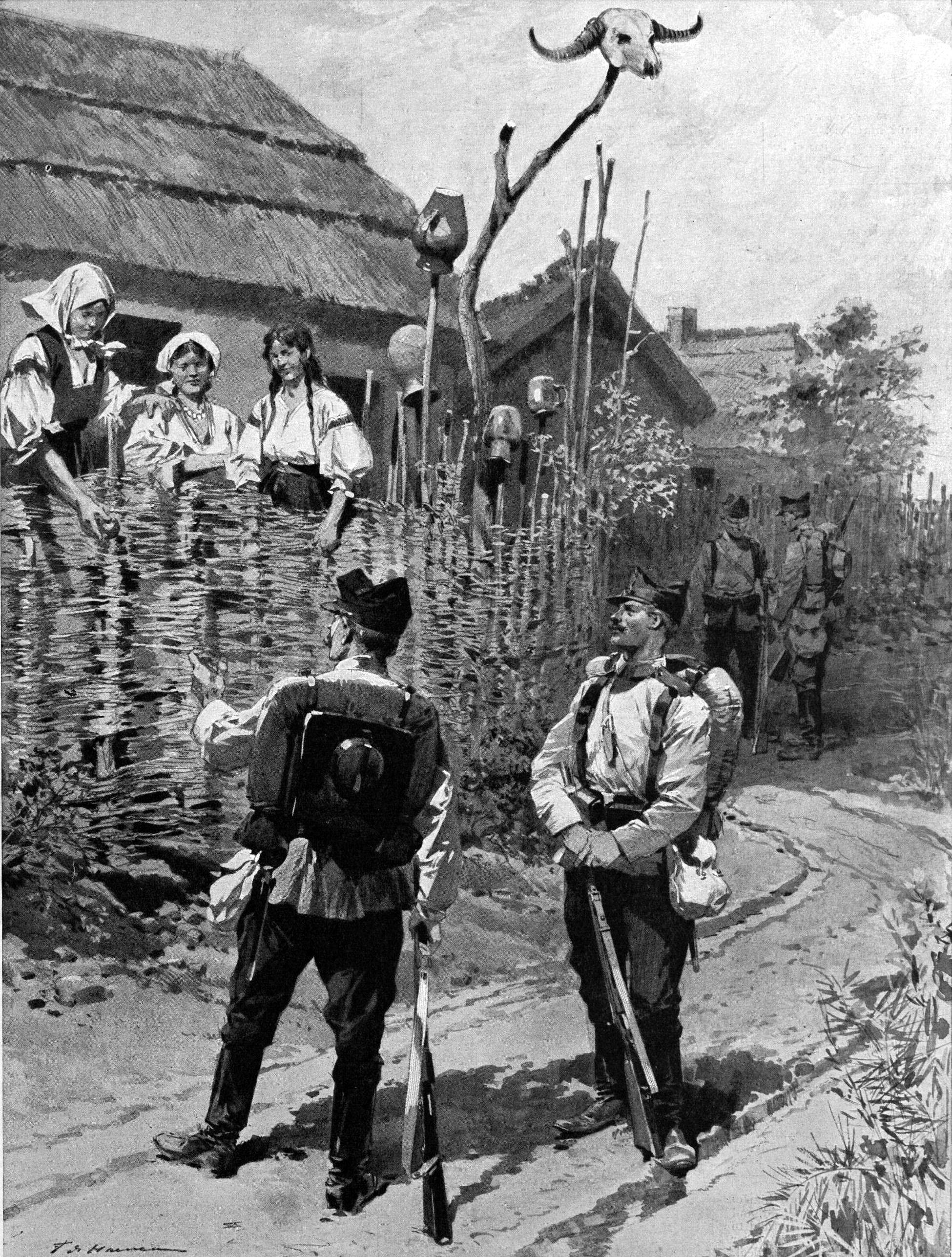
Вооружённая охрана вокруг деревни, на которую наложен карантин в связи с эпидемией холеры. Румыния, рисунок с эскизов XIX века

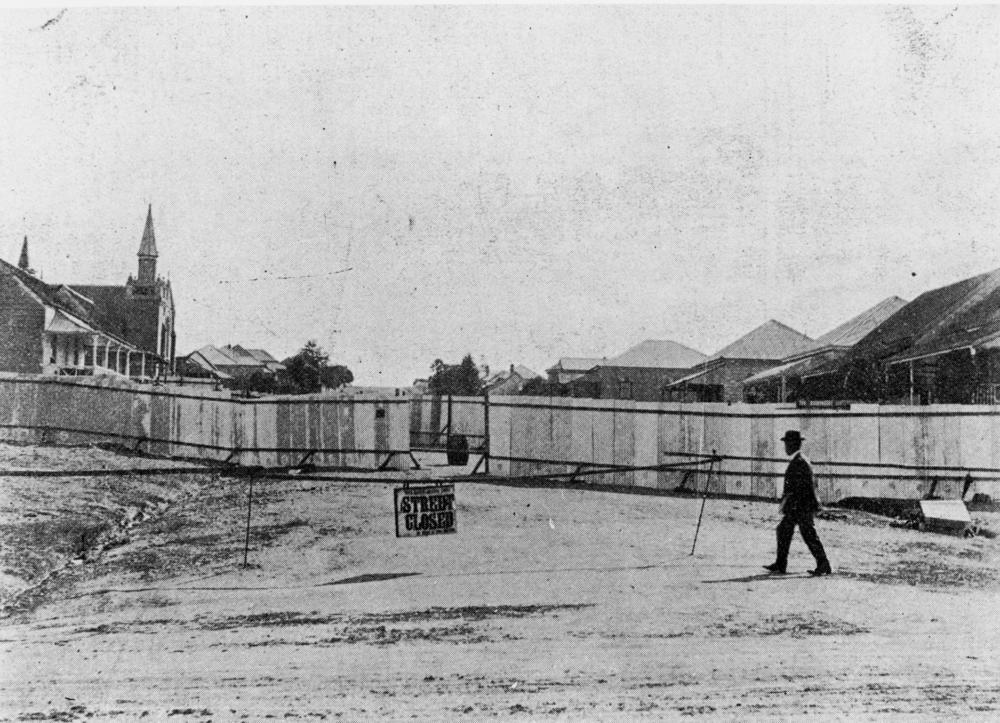
Ограждение улиц попавших в зону карантина в Квинсленде при эпидемии чумы, завезённой через крыс. Фотография 1900 г.

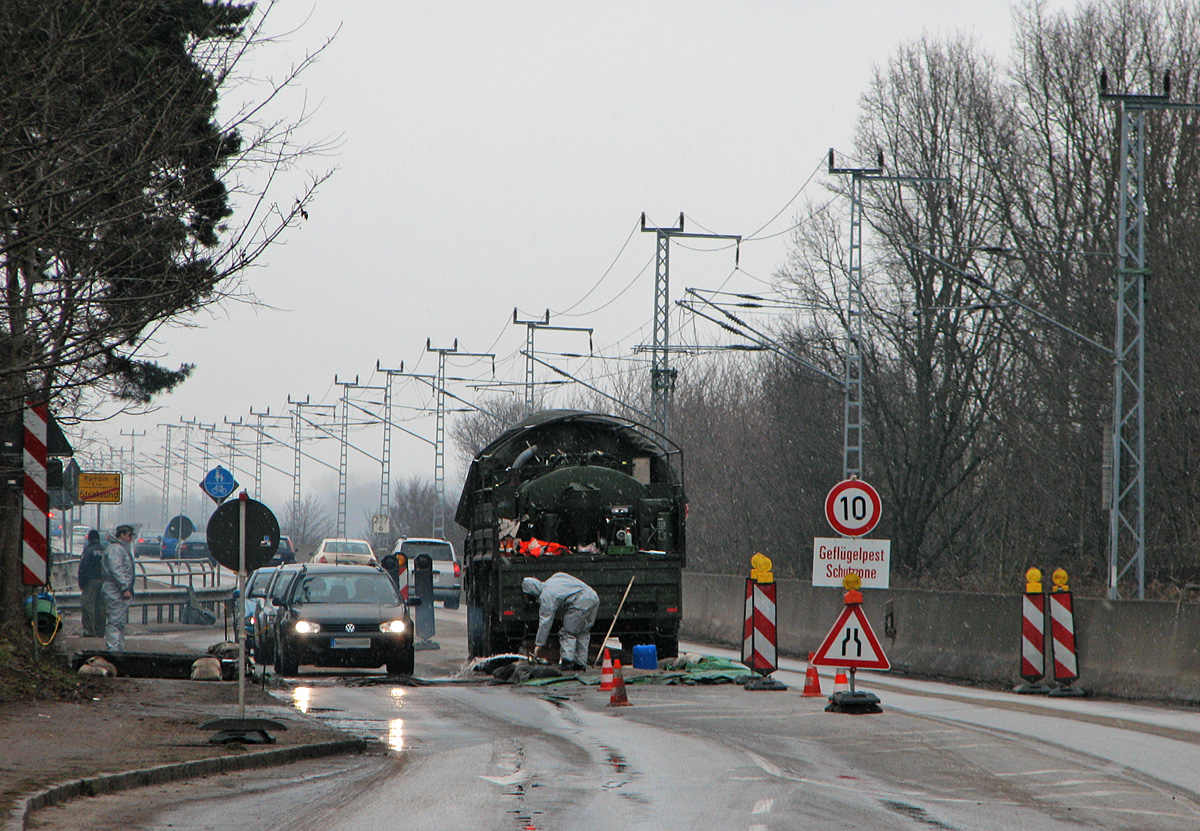
Пункт специальной обработки автомобилей при выезде из эпизоотического очага птичьего гриппа. Германия, 2006 г.

Первоначально слово «карантин» означало «время, из сорока дней состоящее» (итал. quaranta giorni — «сорок дней»).
Оно было впервые использовано в XIV веке в Венеции для отсрочки входа в порт кораблей, прибывающих из других стран. Именно на такой срок все суда должны были встать на якорь на некотором расстоянии от берега, перед тем как они смогут разгружаться.
И только в конце XVIII века появилось второе значение этого слова — «дом, в котором приезжающие из заразительных мест должны иметь пребывание своё». Карантин чаще всего при многих инфекционных болезнях, прежде всего оспе и чуме, длился сорок дней.
Первые упоминания карантинных мероприятий встречаются ещё в Ветхом завете:

Во все дни, доколе на нем язва, он должен быть нечист, нечист он; он должен жить отдельно, вне стана жилище его.
— Книга Левит, глава 13
Впервые карантинные законы были изданы, как говорит Колен[кто?], в 1374 г., в городе Реджо-нель-Эмилия в Модене; к этому побудила боязнь занесения в Италию чумы, известной тогда под именем «чёрной смерти». Вскоре многие города, расположенные по берегам Адриатического и Средиземного морей, стали применять продолжительную изоляцию для судов, прибывавших из Египта и Константинополя. В XV столетии практика карантина указала на необходимость иметь карантинные лазареты, которые и были устроены в Венеции, Генуе и Марселе.
Стеснения, которым подвергались путешествующие, а равно и перевозимые товары, тяжело отзывались на экономическом строе и общении людей. Врачи тогдашнего времени вели оживленные споры по этому вопросу, в результате благодаря учреждению Providetiori della Sanité в Венеции карантинные меры приняли более определенный характер. Строгость исполнения карантинных мер по отношению чумы, которой тогда только и боялись, повела к тому, что уже в XVII столетии многие города и местности терпели страшную нужду и голодали только потому, что лишены были подвоза самых необходимых пищевых продуктов и вещей. Карательные методы за нарушение карантинных норм отличались крайней жестокостью; так, в Женеве нарушителей сжигали, а в городе Динь-ле-Бен в 1629 г. было запрещено жителям выходить из города под страхом смертной казни.
Злоупотребления в карантинах сделали их страшно непопулярными учреждениями, планируемый срок пребывания в них был предоставлен произволу чиновников, так как убедились, что даже 40-дневное пребывание не всегда гарантирует безопасность. В карантинах Средиземного моря после неопределённого долгого срока, так называемого «sereinage», во время которого товары и вещи находились на палубе судна и подвергались действию ночной росы, следовало пребывание в карантинном лазарете, продолжавшееся не менее 18 и до 25—30 дней, если только судно прибывало из Турции или Египта; в Марселе судам, прибывавшим из Туниса или Алжира, в 1786—87 гг. срок пребывания в карантине продолжался до 50 дней.
Государства Европы не раз созывали конференции по вопросу о карантинах. Первая международная конференция была в Париже в 1851—52 гг., вторая в Константинополе в 1866 г., третья в Вене в 1874 г., четвертая в Риме в 1885 г. и, наконец, последняя, в марте 1893 г. — в Дрездене. Все эти конференции, обсуждая те или другие меры против распространения эпидемий, имели в виду по преимуществу холеру, как болезнь, чаще всего заносимую в Европу. Члены Венской международной санитарной конференции пришли к следующим заключениям: сухопутные карантины были отвергнуты большинством голосов, морские карантины были признаны в Красном и Каспийском морях, в портах же Чёрного и Средиземного морей рекомендовалась система санитарных инспекций. Было решено, что если же государство сочтет нужным учредить карантины, то они должны быть непродолжительны — от 1 до 7 дней или в крайнем случае 10 дней; речные карантины были отвергнуты и заменены санитарной инспекцией.
На Руси карантины появились первоначально в Пскове. По словам псковской первой летописи, в 1521 г. «князь… велел улицу Петровскую (где явилась чума) заперети с обою концев». В 1552 г., когда зараза вновь появилась в Пскове, «бысть кличь в Новегороде о псковичех, о гостех, чтобы все они ехали вон, часа того из Новгорода с товарами какими ни буди; а поймают гостя псковитина на завтрее в Новгороде, ино его выведши за город сжечи и с товаром; а в Новгороде выймут во дворе псковитина, ино дворника бити кнутом, а псковитина сжечи. И бысть застава на псковской дороге, чтобы не ездили во Псков, ни из Пскова в Новгород» (вторая новгородская летопись).
Общая инструкция относительно карантинов в России была издана в 1712 г. Губернаторы и воеводы, получив известие о поветрии за границей, должны были задерживать приезжих у застав, но срок этого карантина не был определён; равным образом и с внутренними областями, в которых появилось поветрие, должно было быть прервано всякое сообщение; дома, в которых случилась болезнь, приказывалось сжечь с лошадьми и со скотом и со всякою рухлядью, выведши из них людей в особые и пустые места; всякому, кто прокрадывается через заставы, грозила виселица. Более точная инструкция дана была в 1728 г., по случаю открывшейся в Астрахани «опасной болезни». Учреждение при всех пограничных таможнях постоянных карантинов с медицинским персоналом предписано было сенатским указом 22 февраля 1755 г.; но когда в 1771 г. в смежных с Турцией польских провинциях появилась чума, то оказалось, что указ этот не был приведен в исполнение. Вскоре чума стала свирепствовать и в пограничных русских областях и дошла, как известно, до Москвы. В 1786 г. появился устав о карантинном доме на острове Сескаре для Балтийского моря. В 1800 г. был издан «Устав пограничных и портовых карантинов».
Крупнейшие случаи применения карантинных мер внутри Российской империи в течение XIX века имели место в Одессе в 1837 г. и в Астраханской губернии в 1878—79 гг.
В 2020 году из-за пандемии коронавирусной инфекции COVID-19 во всём мире введены отдельные ограничения на передвижение между границами, а также, в некоторых странах, карантин для контактных лиц (в России отменён с 6 февраля 2022 года).

## В России

### Медицина
В Российской Федерации карантин накладывается и отменяется согласно статье 31 Федерального закона от 30.03.1999 г. N 52-ФЗ «О санитарно-эпидемиологическом благополучии населения» на основании предписания Главного государственного санитарного врача или его заместителя (Роспотребнадзор) Правительством Российской Федерации и другими должностными лицами органов исполнительной власти (субъекта РФ, местного самоуправления, федерального) при угрозе возникновения и распространения инфекционного заболевания с созданием чрезвычайной противоэпидемической комиссии. Порядок проведения карантинных мероприятий определяется санитарными правилами и другими нормативными правовыми актами РФ.
Карантин вводится с целью недопущения распространения опасных для населения инфекционных заболеваний из первичного эпидемического очага и его ликвидации. Составной частью карантинных мероприятий являются изоляция заболевших и обсервация контактировавших с больными длительностью в один максимальный инкубационный период данного заболевания с момента последнего контакта с больным или выхода из эпидемического очага. Карантинные мероприятия также включают охрану территории государства от завоза инфекционных болезней извне.
В разговорной речи словом «карантин» иногда необоснованно называют изоляционные и обсервационные противоэпидемические мероприятия в детских учреждениях, отделениях больниц при быстрораспространяемых инфекционных болезнях, таких как ветряная оспа, скарлатина, дифтерия, грипп и т. д., несмотря на то, что полный комплекс мероприятий предусмотренный карантином при этом не проводится.

### Фитосанитария
Проведение фитокарантинных мероприятий в Российской Федерации регламентируется Федеральным законом от 21.07.2014 г. № 206-ФЗ «О карантине растений». Согласно п. 5 «Положения о Федеральной службе по ветеринарному и фитосанитарному надзору» уполномоченным органом осуществляющим государственный карантинный фитосанитарный контроль (надзор) является Россельхознадзор.

### Ветеринария
При инфекционных заболеваниях животных склонных к распространению за пределы первичного энзоотического очага и приводящим к ощутимому экономическому ущербу вводится карантин с целью недопущения их распространения. Карантин может накладываться на дворы, стада (отары, табуны, гурты), пасеки, пруды, базы, фермы, подсобные и другие хозяйства, населённые пункты, области и т. д. Также проводятся карантинные мероприятия с профилактической целью во избежание заноса инфекционных заболеваний, для чего всех вновь принятых животных содержат отдельно в течение 30 суток, проводя в это время их обследование и при необходимости вакцинацию.
До конца XIX века карантинные мероприятия в отношении животных ограничивались изоляцией и убоем заболевших животных. Карантинные мероприятия при заболеваниях животных с 1924 года координируются Всемирной организацией по охране здоровья животных.
Установление и отмена карантина, проведение противоэпизоотических мероприятий при особо опасных заболеваниях животных предусматривается Законом РФ от 14.05.1993 г. № 4979-I «О ветеринарии». Согласно этому закону карантин вводится при инфекционных заболеваниях животных на основании предложения Главного государственного ветеринарного инспектора (Россельхознадзор) органами государственной власти Российской Федерации или субъекта РФ. Порядок проведения карантинных мероприятий определяется ветеринарными правилами и другими нормативными правовыми актами РФ.
Кроме зоны карантина при некоторых особо опасных инфекциях животных устанавливается также прилегаемая к ней угрожаемая зона. В зоне карантина проводится изоляция больных животных, иммунизация всех животных против данной инфекции, прекращают перемещения животных, подвергаются уничтожению или утилизации после обезвреживания трупы павших животных, уничтожаются или обезвреживаются продукты жизнедеятельности животных и предметы ухода за ними, запрещается заготовка и вынос из зоны кормов, животноводческой продукции. Доступ в зону карантина разрешается только работникам, привлечённым к уходу за животными, на дорогах устраиваются объезды зон, выставляются сторожевые посты.

### Ответственность
За нарушения ограничительных и противоэпидемических (противоэпизоотических) мер при карантинах, регламентируемых санитарными и ветеринарными правилами, законодательством России предусмотрена административная (главы 6 и 10 КоАП) и уголовная (статьи 236 и 249 УК) ответственность.